# ジェシカ (日本の歌手)
ジェシカは、日本の女性シンガーソングライター。

## 概要
2000年6月にポニーキャニオンよりメジャーデビュー。3rd Maxi Single 「ワリヨ」（『エブナイ』エンディングテーマ）を発売後、この曲が自分自身と向き合うきっかけとなり、新しい音楽活動の場所を捜し求めるため、2001年に音楽活動を中止する。2004年よりインディーズでの活動や、様々なアーティストとの共作を経て、現在はNGATARI（ガタリ）のボーカリストとして活動している。

## ディスコグラフィ

### シングル
1. 太陽（2000年6月21日）
2. BLEEDS（2000年9月21日）
3. ワリヨ(エブナイ・エンディングテーマ)（2001年3月14日）
4. サユリ（2002年10月10日）

### ミニアルバム
1. The land in your sight whenever you breathe out（2003年4月18日）

### アルバム
1. LAIKA（2000年11月11日）
2. 小児十字軍（2005年6月13日）
3. スプルースの化石（NGATARI）（2008年10月21日）
4. Nebular for Thirteen（NGATARI）（2010年2月17日）
5. RE-FAURÉ （2017年11月20日）

## メディア

### テレビ
- フジテレビ系「エブナイ」出演（2002年、フジテレビ）
- TVアニメ「魔法使いの嫁」最終話エンディング曲（2018年、TOKYO MX）

### ラジオ
- CROSS FM「LAIKAな気持ち」（終了）
- FM morth wave「LITTLE TALK」（終了）